# Rothsay (Minnesota)
Rothsay is een plaats (city) in de Amerikaanse staat Minnesota, en valt bestuurlijk gezien onder Otter Tail County en Wilkin County.

## Demografie
Bij de volkstelling in 2000 werd het aantal inwoners vastgesteld op 497.
In 2006 is het aantal inwoners door het United States Census Bureau geschat op 495, een daling van 2 (-0,4%).

## Geografie
Volgens het United States Census Bureau beslaat de plaats een oppervlakte van
10,4 km², geheel bestaande uit land. Rothsay ligt op ongeveer 369 m boven zeeniveau.

## Plaatsen in de nabije omgeving
De onderstaande figuur toont nabijgelegen plaatsen in een straal van 24 km rond Rothsay.